# HPLC

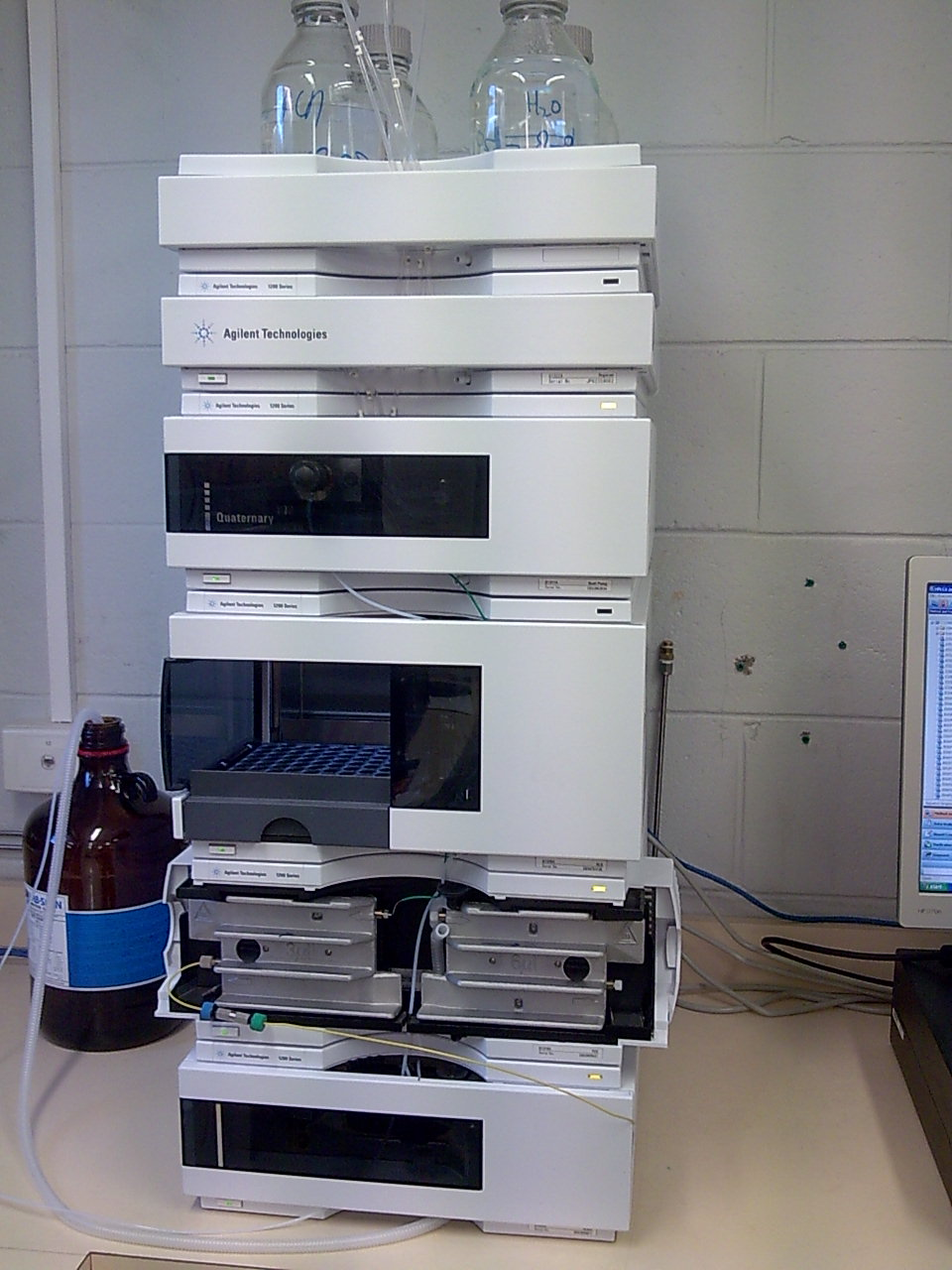
En modern self-contained HPLC

HPLC (engelska high-performance liquid chromatography eller tidigare high pressure liquid chromatography) eller högupplösande vätskekromatografi är en separationsmetod för kemiska föreningar, som används för att separera, identifiera och kvantifiera specifika komponenter i blandningar. Blandningarna kan härröra från livsmedel, kemikalier, läkemedel, biologiska, miljö - och jordbruk etc. som har lösts upp i flytande lösningar.

Schematisk presentation av en HPLC-enhet (1) Behållare med lösningsmedel. Olika beroende på vilka föreningar man vill lösa upp, (2) Filter som tar bort luftbubblor, (3) Ventil där man ställer in proportionerna mellan de olika lösningsmedlen, (4) Blandningsreservoar, (5) Högtryckspump, (6) Växel där man ställer in inmatningsläge, respektive arbetsläge, (7) Här injiceras materialet som skall separeras i dess beståndsdelar, (8) Utbytbart kolonnfilter där smuts fastnar, vilket ökar man analysfiltrets livslängd, (9) 10–500 mm långt analysfilter, (10) Detektor som ser vad som kommer ur kolonnen, oftast med hjälp av IR- eller UV-ljus (11) Insamling av mätvärden, (12) Uppsamlingskärlet byts efter hand så man får olika innehåll i olika behållare.

Den använder sig av högtryckspumpar, som levererar blandningar av olika lösningsmedel, kallad den mobila fasen, som strömmar genom systemet, samlar provblandningen på vägen, levererar den till en cylinder, kallad kolonnen, fylld med fasta partiklar, gjord av adsorberande material, som kallas den stationära fasen. 
Varje komponent i provet interagerar på olika sätt med det adsorberande materialet, vilket orsakar olika migrationshastigheter för varje komponent. Dessa olika hastigheter leder till separation när arterna strömmar ut ur kolonnen till en specifik detektor som UV-detektorer. Utsignalen från detektorn är en graf, som kallas ett kromatogram. Kromatogram är grafiska representationer av signalintensiteten mot tid eller volym, som visar toppar, som representerar komponenter i provet. Varje prov visas i sin respektive tid, kallad dess retentionstid, med area proportionell mot dess mängd.
HPLC används i stor utsträckning för tillverkning (till exempel under tillverkningsprocessen av farmaceutiska och biologiska produkter), rättsligt (till exempel för att upptäcka prestationshöjande läkemedel i urin), forskning (till exempel att separera komponenterna i komplexa biologiska prov eller liknande syntetiska kemikalier från varandra), och medicinska ändamål (till exempel detektering av vitamin D-nivåer i blodserum). 
Kromatografi kan beskrivas som en massöverföringsprocess som involverar adsorption och/eller separation. Som nämnts förlitar sig HPLC på pumpar för att passera en trycksatt vätska och en provblandning genom en kolonn fylld med adsorbent, vilket leder till separation av provkomponenterna. Den aktiva komponenten i kolonnen, adsorbenten, är vanligtvis ett granulärt material tillverkat av fasta partiklar (till exempel kiseldioxid, polymerer, etc.), 1,5–50 μm i storlek, på vilket olika reagenser kan bindas. Komponenterna i provblandningen är separerade från varandra på grund av deras olika grader av interaktion med adsorbentpartiklarna. Den trycksatta vätskan är typiskt en blandning av lösningsmedel (till exempel vatten, buffertar, acetonitril och/eller metanol) och kallas "rörlig fas". Dess sammansättning och temperatur spelar en stor roll i separationsprocessen genom att påverka interaktionerna mellan provkomponenter och adsorbent. Dessa interaktioner är fysiska till sin natur, som hydrofoba (dispersiva), dipol-dipol och joniska, oftast i en kombination.

## Drift
Vätskekromatografen är komplex och har sofistikerad och delikat teknik. För att systemet ska fungera korrekt bör det finnas ett minimum av förståelse för hur enheten utför databehandlingen för att undvika felaktiga data och förvrängda resultat. 
HPLC skiljer sig från traditionell
("lågtrycks") vätskekromatografi eftersom driftstrycken är betydligt högre (cirka 50–1 400 bar), medan vanlig vätskekromatografi vanligtvis förlitar sig på tyngdkraften för att passera den mobila fasen genom den packade kolonnen. På grund av den lilla provmängden som separeras i analytisk HPLC är typiska kolonndimensioner 2,1–4,6 mm diameter och 30–250 mm längd. Även HPLC-kolonner är gjorda med mindre adsorbentpartiklar (1,5–50 μm i genomsnittlig partikelstorlek). Detta ger HPLC överlägsen upplösningsförmåga (förmågan att skilja mellan föreningar) vid separering av blandningar, vilket gör det till en populär kromatografisk teknik.

## Historik och utveckling
Före HPLC använde forskare vätskekromatografiska tekniker för bänkkolonn. Vätskekromatografiska system var i stort sett ineffektiva på grund av att flödeshastigheten för lösningsmedel var beroende av gravitationen. Separationer tog många timmar, och ibland dagar att slutföra. Gaskromatografi (GC) vid den tiden var mera effektiv än vätskekromatografi (LC), men det var uppenbart att gasfasseparation och analys av mycket polära biopolymerer med hög molekylvikt var omöjliga. GC var ineffektivt för många biovetenskapliga och hälsotillämpningar för biomolekyler, eftersom de för det mesta är icke-flyktiga och termiskt instabila vid de höga temperaturerna i GC. Som ett resultat antogs alternativa metoder som snart skulle resultera i utvecklingen av HPLC.
Efter Martin och Synges banbrytande arbete 1941, förutspåddes det av Calvin Giddings, Josef Huber och andra på 1960-talet att LC kunde drivas i högeffektivt läge genom att minska packningspartikeldiametern avsevärt under den typiska LC (och GC) nivån på 150 μm och använda tryck för att öka den mobila fasens hastighet. Dessa förutsägelser genomgick omfattande experiment och förfining under hela 1960-talet till 1970-talet och fram till idag. Tidig utvecklingsforskning började förbättra LC-partiklar, till exempel den historiska Zipax, en ytligt porös partikel. 
1970-talet medförde mycket utveckling inom hårdvara och instrumentering. Forskare började använda pumpar och injektorer för att göra en rudimentär design av ett HPLC-system. Gasförstärkarpumpar var idealiska eftersom de arbetade vid konstant tryck och inte krävde läckagefria tätningar eller backventiler för jämnt flöde och bra kvantifiering. Hårdvarumilstolpar gjordes vid Dupont IPD (Industrial Polymers Division) som en gradientanordning med låg uppehållsvolym som användes samt att septuminjektorn ersattes med en slinginsprutningsventil.
Medan instrumentutvecklingen var viktig, handlar HPLC:s historia främst om partikelteknologins historia och utveckling. Efter introduktionen av porösa lagerpartiklar har det funnits en stadig trend mot minskad partikelstorlek för att förbättra effektiviteten. Men vid minskning av partikelstorleken uppstod nya problem. De praktiska nackdelarna härrör från det alltför stora tryckfall som behövs för att tvinga mobil fluid genom kolonnen och svårigheten att förbereda en enhetlig packning av extremt finkorniga material. Varje gång partikelstorleken minskas avsevärt krävs en ny omgång av instrumentutveckling vanligtvis för att hantera trycket.

## Tillämpningar

### Tillverkning
HPLC har många tillämpningar inom både laboratorie- och klinisk verksamhet. Det är en vanlig teknik som används inom läkemedelsutveckling, eftersom det är ett pålitligt sätt att erhålla och säkerställa produktens renhet. Även om HPLC kan producera extremt högkvalitativa (rena) produkter, är det inte alltid den primära metoden som används vid tillverkning av bulkläkemedelsmaterial. Enligt den europeiska farmakopén används HPLC i endast 15,5 procent av synteserna. Emellertid spelar det en roll i 44 procent av synteserna i USA:s farmakopé. Detta kan möjligen bero på skillnader i monetära och tidsmässiga begränsningar, eftersom HPLC i stor skala kan vara en dyr teknik. En ökning av specificitet, precision och noggrannhet som sker med HPLC motsvaras tyvärr av en ökning av kostnaden. 

### Rättslig
Tekniken används också för att upptäcka olagliga droger i olika prover. Den vanligaste metoden för att upptäcka droger har varit en immunanalys. Denna metod är mycket bekvämare. Bekvämlighet kommer dock på bekostnad av specificitet och täckning av ett brett spektrum av läkemedel, varför HPLC har använts som en alternativ metod. Eftersom HPLC är en metod för att bestämma (och möjligen öka) renhet, var användningen av enbart HPLC för att utvärdera koncentrationer av läkemedel något otillräcklig. Därför utförs HPLC i detta sammanhang ofta tillsammans med masspektrometri. Genom att använda vätskekromatografi-masspektrometri (LC-MS) istället för gaskromatografi-masspektrometri (GC-MS) kringgås behovet av derivatisering med acetylerings- eller alkyleringsmedel, vilket kan vara ett betungande extra steg. LC-MS har använts för att upptäcka en mängd olika medel som dopningsmedel, drogmetaboliter, glukuronidkonjugat, amfetamin, opioider, kokain, BZD, ketamin, LSD, cannabis och bekämpningsmedel. Att utföra HPLC i samband med masspektrometri minskar det absoluta behovet av standardisering av HPLC-experimentkörningar.

### Forskning
Liknande analyser kan utföras för forskningsändamål, för att upptäcka koncentrationer av potentiella kliniska kandidater som antisvamp- och astmaläkemedel. Denna teknik är naturligtvis också användbar för att observera flera arter i insamlade prover, men kräver användning av standardlösningar när information om artidentitet söks. Det används som en metod för att bekräfta resultat av syntesreaktioner, eftersom renhet är avgörande i denna typ av forskning. Men masspektrometri är fortfarande det mer tillförlitliga sättet att identifiera arter.

### Medicin och hälsovetenskap
Medicinsk användning av HPLC använder vanligtvis masspektrometer (MS) som detektor, så tekniken kallas LC-MS eller LC-MS/MS för tandem-MS, där två typer av MS används sekventiellt. Farmaceutiska tillämpningar är de största användarna av HPLC, LC-MS och LC-MS/MS. Detta inkluderar läkemedelsutveckling och farmakologi, som är den vetenskapliga studien av läkemedels och kemikaliers effekter på levande organismer, personlig medicin, folkhälsa och diagnostik. Medan urin är det vanligaste mediet för att analysera läkemedelskoncentrationer, är blodserum provet som samlas in för de flesta medicinska analyser med HPLC. En av de viktigaste rollerna för LC-MS och LC-MS/MS i det kliniska labbet är Newborn Screening (NBS) för metabola störningar och uppföljningsdiagnostik. Spädbarnsproverna kommer i form av torkad blodfläck (DBS), som är enkel att förbereda och transportera, vilket möjliggör säker och tillgänglig diagnostik, både lokalt och globalt.
Andra metoder för detektering av molekyler som är användbara för kliniska studier har testats mot HPLC, nämligen immunanalyser. I ett exempel på detta jämfördes kompetitiva proteinbindningsanalyser (CPBA) och HPLC för känslighet vid detektion av vitamin D. Användbart för att diagnostisera vitamin D-brister hos barn fann man att sensitiviteten och specificiteten för denna CPBA endast nådde 40 respektive 60 procent av HPLC:s kapacitet. Även om det är ett dyrt verktyg, är noggrannheten hos HPLC nästan oöverträffad.